# Rychle a zběsile 6
Rychle a zběsile 6 (v originálu jako Fast & Furious 6, Fast Six a také Furious 6) je americký akční film vydaný roku 2013. Tento šestý díl série Rychle a zběsile režíroval Justin Lin, jako svůj již čtvrtý a poslední příspěvek sérii.

## Děj
Film navazuje na dění celé série, avšak speciálně na děj odehrávající se v Linově linii ve filmech Rychlí a zběsilí a Rychle a zběsile 5.
Po úspěšné loupeži v Riu (děj pátého filmu série) se Torretův tým oddával odpočinku, než je našel agent Hobbs, který je najme do akce v Londýně proti zločinci Owenu Shawovi, který má v týmu Letty Ortiz, expřítelkyni Toretta, kterou všichni považovali za mrtvou. Výměnou za spolupráci jim je nabídnuta milost a možnost návratů domů do Spojených států. Tým se nabídku i kvůli roli Letty rozhodne přijmout.
V post-titulkové scéně ujíždí Han Seoul-Oh v Tokyu před DK, když je nabourán a při následném výbuchu umírá. Tím se uzavřel děj z třetího dílu série. Jako přídavek poté působí Jason Statham, který byl oním, kdo naboural Hana a nyní slibuje pomstu Torettovi, čímž otevírá děj pro pokračování v Rychle a zběsile 7.

## Obsazení
| Vin Diesel         | Dominic Toretto                                |
| Paul Walker        | Brian O'Conner                                 |
| Dwayne Johnson     | Luke Hobbs                                     |
| Michelle Rodriguez | Letty Ortiz                                    |
| Jordana Brewster   | Mia Toretto                                    |
| Tyrese Gibson      | Roman Pearce                                   |
| Ludacris           | Tej Parker                                     |
| Sung Kang          | Han Seoul-Oh                                   |
| Luke Evans         | Owen Shaw                                      |
| Gal Gadotová       | Gisele Yashar                                  |
| Jason Statham      | Deckard Shaw (Ian Shaw) v post-titulkové scéně |

## Přijetí

### Zisk
Rychle a zběsile 6 vydělal v Severní Americe $238,679,850 v ostatních zemích poté $549,300,000. Celkem tedy $787,979,850. Film byl v USA nasazen v 3 771 kinech.
V České republice byl film uveden do 108 kin skrze distribuční společnost CinemArt. Za první promítací víkend zhlédlo film 72 097 diváků a v kinech tak nechali kolem 9,8 milionů korun. K 14. červenci 2013 v ČR film vydělal okolo 23,3 milionů korun s celkovou návštěvností 171 160 diváků.

### Recenze
- Rychle a zběsile 6 na fandimefilmu.cz - 8/10
- Rychle a zběsile 6 na film.moviezone.cz - 7/10
- Rychle a zběsile 6 na filmserver.cz - 7/10
- Rychle a zběsile 6 na kinobox.cz - 7/10
- Rychle a zběsile 6 na kfilmu.net - 4/10
- (anglicky) Rychle a zběsile 6 na rottentomatoes.com - 69/100
- (anglicky) Rychle a zběsile 6 na metacritic.com - 61/100